# КрАЗ-65053
КрАЗ-65053 — вантажний автомобіль з колісною формулою 6х4, що виготовляється на Кременчуцькому автомобільному заводі з 1994 року.

## Будова автомобіля
Автомобілі КрАЗ-65053 виготовляються у вигляді шасі або бортовика вантажопідйомністю 18 т, з також з двома варіантами кабіни — денною та спальною.
Автомобілі КрАЗ-65053 комплектуються турбодизельним двигуном ЯМЗ-65861-01 V8 потужністю 330 к.с. (Євро-4), ЯМЗ-238ДЕ2 V8 потужністю 330 к.с. при 2100 об/хв (1247 Нм при 1100-1300 об/хв), ЯМЗ-238Д V8 потужністю 300 к.с. при 2100 об/хв (1180 Нм при 1200-1400 об/хв) або ЯМЗ-238Б V8 потужністю 288 к.с. при 2100 об/хв (1140 Нм при 1200-1400 об/хв), однодисковим сухим зчепленням ЯМЗ-183 і 8-ти ступінчатою коробкою передач ЯМЗ-2381 та розвивають швидкість 90 км/год. Всі автомобілі цього сімейства оснащуються новими ведучими мостами «Роквелл» (Rockwell), на відміну від сімейства КрАЗ-6510.
Рульовий механізм - механічний з гідропідсилювачем або інтегрального типу з вбудованим гідропідсилювачем. Передня підвіска залежна, на двох поздовжніх напівеліптичних листових ресорах з двома гідравлічними амортизаторами, задня підвіска залежна, балансирного типу, на двох поздовжніх напівеліптичних листових ресорах.

## Модифікації
- КрАЗ-65053 — базова модель, виготовляється з бортовим кузовом або як шасі вантажопідйомністю від 18 до 21 тонн;
- КрАЗ-65053IK — бортовий автомобіль або шасі вантажопідйомністю від 20 до 22 тонн і новою кабіною з пластиковим капотом;